# Meta (Mythologie)
Meta (altgriechisch Μήτα Mḗta) ist eine Person der griechischen Mythologie.
Sie erscheint in der Bibliotheke des Apollodor als Tochter des Hoples und die erste Gemahlin des athenischen Königs Aigeus. In anderen Überlieferungen des Mythos wird diese Tochter des Hoples Melite genannt, weshalb diskutiert wurde, ob es sich bei dem nicht-attischen Namen Meta um einen Übertragungsfehler handelt oder ob der ursprüngliche Name in den attischen Namen Melite geändert wurde.